# Soulivong Savang
Thái tử Soulivong Savang (tiếng Lào: ເຈົ້າຟ້າຊາຍມົງກຸດຣາຊະກຸມາຣ ສຸລິວົງສ໌ ສະຫວ່າງ; sinh ngày 8/5/1963), cháu nội của vua Lào cuối cùng Savang Vatthana, là người được chỉ định nối ngôi vua của Lào. Lào có một chế độ quân chủ cho đến năm 1975, khi Cộng sản Pathet Lào nắm quyền kiểm soát quốc gia, họ buộc Savang Vatthana phải từ bỏ ngai vàng. Ông đã chết năm 1984 trong trại cải tạo. Còn Soulivong Savang sống lưu vong tại Paris.

## Tiểu sử
Soulivong Khantharinh sinh ra tại Cung điện Hoàng gia ở Luang Prabang với Hoàng tử Vong Khantharinh và Công chúa Mahneelai của Vương quốc Lào.
Sau khi cộng sản lên nắm quyền vào năm 1975, một số thành viên của gia đình hoàng gia được đưa vào các trại cải tạo nơi mà họ được tường thuật là đã chết , mặc dù Hoàng tử Souphanouvong, sau này trở thành Thủ tướng của nước cộng hòa mới thành lập . Hoàng tử Khantharinh đã trốn thoát khỏi biệt giam ở Lào cùng với em trai của ông, Hoàng tử Thayavong Khantharinh vượt sông Mê Kông sang Thái Lan năm 1981, sau đó họ đến Pháp xin tị nạn.

## Giáo dục
Soulivong Savang theo học luật và khoa học chính trị  ở đại học Clermont-Ferrand,Pháp và có bằng cử nhân luật.

## Nguyện vọng chính trị
Soulivong đang hoạt động để thiết lập một chế độ dân chủ, cũng như "cải cách xã hội và từ thiện" cho Lào và tùy theo đân chúng Lào mang trở lại một chế độ quân chủ lập hiến. Chú của ông Hoàng tử Sauryavong Khantharinh hiện là người đứng đầu gia đình hoàng gia Lào và hoạt động như một nhiếp chính cho cháu trai của ông. Một chính phủ Hoàng gia Lào lưu vong vẫn tồn tại.
Ngày 19 tháng 9 năm 1997, Soulivong Khantharinh và Hoàng tử Sauryavong Khantharinh đã khởi xướng một Hội nghị Hoàng gia Lào tại Seattle, Hoa Kỳ. Hơn năm trăm người Lào lưu vong và đại diện của người Hmong, Kmu, Miền, Thaidam và tất cả cộng đồng người dân tộc thiểu số tham dự. Hội nghị này đã thành lập Hội đồng đại diện hải ngoại Lào.
Vào ngày 19 tháng 9 năm 1999, một hội nghị lần thứ hai được tổ chức tại Montreal, Canada, để theo dõi tiến trình của LRAC và tập trung vào các tổ chức phi lợi nhuận để hỗ trợ cộng đồng địa phương và trên toàn thế giới thông qua phát triển cộng đồng, dịch vụ xã hội, thúc đẩy hoạt động văn hoá. Soulivong đã đầu tư vào sự trỗi dậy của tinh thần hoàng gia ở nước láng giềng Thái Lan.
Cộng đồng Lào lưu vong—100.000 sống ở Pháp, 40.000 ở Úc và nửa triệu ở Hoa Kỳ—bị chia rẽ giữa 2 sắc tộc Lao và Hmong. Soulivong nói với cả hai nhóm, một chế độ quân chủ lập hiến là hy vọng tốt nhất cho sự thống nhất.

## Đời sống riêng tư
Vào ngày 10 tháng 11 năm 2007, Hoàng tử đã kết hôn với công chúa Chansouk Soukthala. Buổi lễ diễn ra ở Mississauga, Canada, có 800 khách tham dự. Cô dâu, Chansouk, là con gái của cựu công tố viên quân đội hoàng tử Tanh Soukthala và công chúa Bounchanh Soukthala.